# アメリカの急進右翼
アメリカの急進右翼（アメリカのきゅうしんうよく、英: radical right in the United States）は、とりわけ政治の歴史においては、極端に保守主義や反社会主義を優先する政治的傾向である。急進右翼という用語は最初1950年代にアメリカのジョン・バーチ・ソサエティのような小さなグループとの関わりで社会科学者たちによって使われた。そしてそれ以降、この用語は世界中の同様のグループへも適用されてきた。
「急進的」という用語がそれらのグループにあてがわれたのは、それらのグループが制度に抜本的な（よって「急進的な」）変化を引き起こそうとしたり、それらのグループの価値や経済的利益を脅かす個人や組織を政治活動から排除しようとしたりしたからである。社会主義、共産主義、マルクス主義、アナキズム、社会民主主義、進歩主義そして自由主義に反対するため、それらのグループはもともと「右翼」と呼ばれていた。それらのグループには超保守的ないしは反動的な傾向があり、そうした傾向はそれらのグループが新たに権力や地位を手にすることを制限しているのだが、それらのグループにそうした傾向があることもまた、それらが以前「右翼」と呼ばれていた理由である。